# Peruinkanäbbmus
Peruinkanäbbmus (Lestoros inca) är ett pungdjur i familjen inkanäbbmöss som förekommer i Sydamerika.

## Beskrivning
Arten listades först i släktet Caenolestes men flyttades senare till ett eget släkte. Den lever i Anderna i centrala och sydöstra Peru samt i angränsande områden av Bolivia. Regionen ligger ungefär 1 800 till 3 500 meter över havet. Området är täckt av skog men djuret vistas främst på marken och är aktiv på natten.
Angående storlek och levnadssätt borde Peruinkanäbbmus likna arterna från släktet Caenolestes. De har en kroppslängd mellan 9 och 14 cm (huvud och bål), en lika lång svans och en vikt upp till 26 gram för honor respektive upp till 41 gram för hannar. De är aktiva på natten och äter insekter och frukter.
Peruinkanäbbmus lever i några naturskyddsområden och den listas av IUCN som livskraftig (LC).